# Костіков Юрій Якович
Юрій Якович Костіков (рос. Юрий Яковлевич Костиков; нар. 10 квітня 1930, Москва, РРФСР — пом. 20 червня 1991, Москва, РРФСР) — радянський футболіст, виступав на позиції воротаря.

## Життєпис
За юнацьку команду московського заводу «Геофізика» виступав на позиції нападника. У 1948 році грав за московські «Крила Рад», в складі яких дебютував у вищій за рівнем лізі СРСР, де провів 1 поєдинок. З 1949 по 1952 рік захищав кольори московського «Спартака», зіграв 44 матчі в чемпіонатах і 5 поєдинків (пропустив 2 м'ячі) в розіграшах Кубку СРСР в сезонах 1949 і 1950 років, в яких команда стала півфіналістом та володарем трофея. У 1949 році став у складі команди бронзовим призером, а в 1952 році чемпіоном СРСР.
У сезоні 1953 року перебував у заявці московського «Хіміка», але не зіграв жодного офіційного матчу. Того ж року грав за футзальну команду «Хімік» (Істра). У 1954 році грав за «Памір» (Ленінабад). У сезоні 1955 року виступав за краснодарський «Нафтовик», в складі якого провів 25 матчів. У 1956 році зіграв 7 матчів за сталінський «Шахтар». Того ж року перебрався в аматорський клуб «Шахтар» (Кадіївка). Наступного року взяв участь в 26 поєдинках команди в першості, і ще 2 матчі (пропустив 6 м'ячів) провів у Кубку СРСР. Футбольну кар'єру завершив 1958 року в аматорському московському клубі «Філі».

## Досягнення
- Чемпіонат СРСР
  -  Чемпіон (1): 1952
  -  Бронзовий призер (1): 1949

- Кубок СРСР
  -  Володар (1): 1950
  - 1/2 фіналу (1): 1949